# Mistrzostwa Europy U-19 w Piłce Nożnej Kobiet 2009
Mistrzostwa Europy U-19 w piłce nożnej kobiet 2009 – dwunasta edycja piłkarskich Mistrzostw Europy kobiet do lat 19. Zawody odbyły się w dniach  13-25 lipca 2009 roku na Białorusi.

## Uczestnicy
- Anglia
- Białoruś
- Francja
- Islandia
- Niemcy
- Norwegia
- Szwajcaria
- Szwecja

## Grupa A
| Zespół     | Pkt | M | W | R | P | Br+ | Br- | +/- |
| ---------- | --- | - | - | - | - | --- | --- | --- |
| Francja    | 6   | 3 | 2 | 0 | 1 | 6   | 2   | +4  |
| Szwajcaria | 6   | 3 | 2 | 0 | 1 | 7   | 3   | +4  |
| Niemcy     | 6   | 3 | 2 | 0 | 1 | 11  | 4   | +7  |
| Białoruś   | 0   | 3 | 0 | 0 | 3 | 1   | 16  | -15 |

| 13 lipca 2009 16:00 CET | Francja · Solene Barbance 7' | 1:2 | Niemcy · Jessica Wich 35' 36' | Stadion Tarpieda, Mińsk · Sędzia: Efthalia Mitsi · ( Grecja) |
|                         |                              |     |                               |                                                              |

| 13 lipca 2009 17:00 CET | Białoruś · Ekaterina Miklashevich 52' | 1:40:4 | Szwajcaria · Danique Stein 12' · Ana Maria Crnogorcevic 25' · Jehona Mehmeti 29' · Bettina Baer 41' | Stadion Gradski, Borysów · Sędzia: Elia Maria Martinez Martinez · ( Hiszpania) |
|                         |                                       |        | |                                                                                |

| 16 lipca 2009 14:30 CET | Białoruś | 0:30:1 | Francja · Léa Rubio 12' · Solène Barbance 83' 84' | Stadion Gradski, Borysów · Sędzia: Yuliya Medvedeva - Keldyusheva · ( Kazachstan) |
|                         |          |        |                                                   |                                                                                   |

| 16 lipca 2009 14:30 CET | Szwajcaria · Ana Maria Crnogorcevic 3' · Ramona Bachmann 65' · Danique Stein 78' | 3:01:0 | Niemcy | Stadion Tarpieda, Mińsk · Sędzia: Teodora Albon · ( Rumunia) |
|                         |                                                                                  |        |        |                                                              |

| 19 lipca 2009 16:00 CET | Niemcy · Dzenifer Marozsan 6' 7' 10' · Marie-Louise Bagehorn 23' · Stefanie Mirlach 27' (k.) · Svenja Huth 31' · Lena Wermelt 35' · Alexandra Popp 62' · Selina Wagner 77' | 9:07:0 | Białoruś | Stadion Daryda, Mińsk · Sędzia: Sandra Braz Bastos · ( Portugalia) |
|                         | |        |          |                                                                    |

| 19 lipca 2009 16:00 CET | Szwajcaria | 0:20:0 | Francja · Pauline Crammer 52' · Solène Barbance 80' | Stadion Tarpieda, Mińsk · Sędzia: Carina Susanna Vitulano · ( Włochy) |
|                         |            |        |                                                     |                                                                       |

## Grupa B
| Zespół   | Pkt | M | W | R | P | Br+ | Br- | +/- |
| -------- | --- | - | - | - | - | --- | --- | --- |
| Anglia   | 7   | 3 | 2 | 1 | 0 | 7   | 0   | +7  |
| Szwecja  | 6   | 3 | 2 | 0 | 1 | 4   | 5   | -1  |
| Norwegia | 2   | 3 | 1 | 0 | 2 | 1   | 2   | -1  |
| Islandia | 1   | 3 | 0 | 1 | 2 | 1   | 6   | -5  |

| 13 lipca 2009 16:00 CET | Szwecja | 0:30:2 | Anglia · Jade Moore 20' · Toni Duggan 36' · Chelsea Weston 65' | Stadion Daryda, Mińsk · Sędzia: Carina Susanna Vitulano · ( Włochy) |
|                         |         |        |                                                                |                                                                     |

| 13 lipca 2009 16:00 CET | Islandia | 0:0 | Norwegia | Stadion Miejski, Mołodeczno · Sędzia: Yuliya Medvedeva - Keldyusheva · ( Kazachstan) |
|                         |          |     |          |                                                                                      |

| 16 lipca 2009 14:30 CET | Szwecja · Sofia Jakobsson 77' · Jenny Hjohlman 88' | 2:10:1 | Islandia · Arna Sif Asgrimsdottir 45+2' | Stadion Daryda, Mińsk · Sędzia: Sandra Braz Bastos · ( Portugalia) |
|                         |                                                    |        |                                         |                                                                    |

| 16 lipca 2009 14:30 CET | Anglia | 0:0 | Norwegia | Stadion Miejski, Mołodeczno · Sędzia: Elia Maria Martinez Martinez · ( Hiszpania) |
|                         |        |     |          |                                                                                   |

| 19 lipca 2009 16:00 CET | Norwegia · Cecilie Pedersen 4' | 1:2 | Szwecja · Antonia Göransson 35' · Sofia Jakobsson 44' | Stadion Traktar, Mińsk · Sędzia: Teodora Albon · ( Rumunia) |
|                         |                                |     |                                                       |                                                             |

| 19 lipca 2009 16:00 CET | Anglia · Jade Moore 11' · Jordan Nobbs 13' 80' · Isobel Christiansen 77' | 4:02:0 | Islandia | Stadion Miejski, Mołodeczno · Sędzia: Efthalia Mitsi · ( Grecja) |
|                         |                                                                          |        |          |                                                                  |

## Półfinały
| 22 lipca 2009 16:00 CET | Francja · Emelie Lövgren 34' · Charlène Sasso 68' | 2:5 po dogrywce1:1 2:2 | Szwecja · Fanny Tenret 24' · Sofia Jakobsson 68' 91' 107' · Jennifer Egelryd 100' | Stadion Daryda, Mińsk · Sędzia: Efthalia Mitsi · ( Grecja) |
|                         |                                                   |                        |                                                                                   |                                                            |

| 22 lipca 2009 16:00 CET | Anglia · Toni Duggan 28' 55' · Isobel Christiansen 45' | 3:02:0 | Szwajcaria | Stadion Miejski, Mołodeczno · Sędzia: Yuliya Medvedeva - Keldyusheva · ( Kazachstan) |
|                         |                                                        |        |            |                                                                                      |

## Finał
| 25 lipca 2009 17:00 CET | Szwecja | 0:2 | Anglia · Toni Duggan 33' · Jordan Nobbs 37' | Stadion Gradski, Borysów · Sędzia: Teodora Albon · ( Rumunia) |
|                         |         |     |                                             |                                                               |

## Sztrzelczynie
4 gole
- Toni Duggan
- Solène Barbance

3 gole
- Jordan Nobbs
- Dzenifer Marozsan
- Sofia Jakobsson

2 gole
- Jade Moore
- Isobel Christiansen
- Jessica Wich
- Ana Maria Crnogorcevic
- Danique Stein
- Sofia Jakobsson

1 gol
- Chelsea Weston
- Ekaterina Miklashevich
- Léa Rubio
- Pauline Crammer
- Emelie Lövgren
- Charlène Sasso
- Arna Sif Asgrimsdottir
- Marie-Louise Bagehorn
- Stefanie Mirlach
- Svenja Huth
- Lena Wermelt
- Alexandra Popp
- Selina Wagner
- Cecilie Pedersen
- Jehona Mehmeti
- Bettina Baer
- Ramona Bachmann
- Jenny Hjohlman
- Antonia Göransson
- Fanny Tenret
- Jennifer Egelryd